# Wilhelm II. (Genf)
Wilhelm II. (* 1208; † November 1252 in Domène) war Graf von Genf.

## Herkunft und Übernahme der Herrschaft im Genevois
Wilhelm II. entstammte der Familie der Grafen von Genf. Er war ein Sohn von Graf Wilhelm I. und dessen zweiter Ehefrau, Beatrix von Faucigny. Die Grafschaft Genf war eine Grafschaft im Königreich Arelat, das unter der Oberherrschaft der römisch-deutschen Könige stand. Nach dem Tod seines Halbbruders Humbert um 1220 wurde Wilhelm Graf von Genf. Er überging dabei die Ansprüche der minderjährigen Söhne von Humbert und zwang sie zur Flucht.

## Fehden mit Aimon de Faucigny und Peter von Savoyen
Als Graf führte Wilhelm eine Fehde gegen seinen Cousin Aimon de Faucigny, den er 1229 zur Unterwerfung zwingen konnte. Dabei schlichtete er auch einen Streit zwischen Aimon de Faucigny und seinem Neffen Wilhelm, Bischof von Valence,
einem Sohn seiner Schwester Margarete von Genf. 1234 heiratete jedoch Peter von Savoyen, ein weiterer Sohn seine Schwester, die Erbtochter von Aimon de Faucigny. Schon wenig später begann eine erbitterte, langjährige Fehde zwischen Wilhelm von Genf und Peter von Savoyen, der von seinem Schwiegervater Aimon de Faucigny unterstützt wurde. Über den Verlauf der Fehde ist nur wenig bekannt, doch Ende 1236 oder Anfang 1237 musste Graf Wilhelm um einen Waffenstillstand bitten. Nach dem Abschluss des Waffenstillstands überfiel Wilhelms ältester Sohn Rudolf Peter in einem Hinterhalt und nahm ihn gefangen. Daraufhin griff Peters Bruder, Graf Amadeus IV. von Savoyen und weitere Verwandte in den Konflikt ein und zwangen Wilhelm am 13. Mai 1237 zum Abschluss eines neuen Vertrags. Peter wurde freigelassen, und zur Strafe für den Bruch des Waffenstillstands musste Wilhelm 20.000 Silbermark an Peter zahlen und ihm die Burg Arlod übergeben. Wilhelm versuchte die Übergabe der strategisch wichtigen Burg zu verhindern, bis es im Sommer 1242 zu einem erneuten Krieg zwischen Peter und Wilhelm kam. Wilhelm wurde erneut geschlagen und musste daraufhin die Burg am 26. August 1242 übergeben. 1250 kam es zu einer neuen Fehde zwischen Wilhelm und Peter von Savoyen, der von seinem Bruder Erzbischof Philipp von Lyon unterstützt wurde. Auch über den Verlauf dieser Fehde ist fast nichts bekannt, doch offenbar erlitt Wilhelm erneut eine schwere Niederlage, nachdem die Savoyarden die Burg Bourg-du-Four in der Stadt Genf sowie die Burg von Les Clées erobert hatten. Am 28. Juni 1250 musste Wilhelm eine Strafe von 10.000 Mark akzeptieren. Zur Sicherheit für die Zahlung dieser Summe musste er die Burgen Bourg-du-Four, Ballaison, Les Clées abtreten sowie auf seine Lehensrechte in Faucigny verzichten. Da die Summe bei weitem die finanziellen Möglichkeiten Wilhelms überschritt, bedeutete dies faktisch den Verlust mehrerer wichtigen Burgen im Genevois. Im November 1251 starb Amadeus II. von Gex, der letzte männliche Angehörige einer Seitenlinie des Genfer Grafenhauses aus. Statt deren Erbe antreten zu können, musste Wilhelm akzeptieren, dass Leonette, die älteste Tochter des Verstorbenen Simon de Joinville († 1277) heiratete. Dieser kam so in den Besitz von Gex und unterstellte sich sofort der Lehnshoheit von Peter von Savoyen.

## Ehe und Nachkommen
Wilhelm hatte um 1223 Alix de La Tour-du-Pin geheiratet, eine Tochter von Albert II. de La Tour-du-Pin. Sie hatten mindestens sieben Söhne, darunter:
- Rudolf († 29. Mai 1265), Graf von Genf
- Amadeus († 1276), Bischof von Die
- Robert († 1287), Bischof von Genf

Sein Erbe als Graf von Genf wurde sein ältester Sohn Rudolf.